# William Richmond Postle Bourne
William Richmond Postle „Bill“ Bourne (* 11. März 1930 in Bedford, Bedfordshire; † 31. Mai 2021 in Keith, Moray) war ein britischer Ornithologe. Sein Hauptinteresse galt der Seevogelforschung und -erhaltung. 

## Leben
Bourne verbrachte seine frühe Kindheit in Exmouth und Hove. Im Alter von sieben Jahren wurde er von seinem Vater in das Sammeln von Eiern eingeführt, dem er zehn Jahre lang nachging, bevor er seine Sammlung zerstörte und sich dem British Trust for Ornithology anschloss. 1940 wurde seine Familie auf die Bermudas evakuiert, wo er die meiste Zeit des Krieges verbrachte und seine Kenntnisse über Seevögel wie Seeschwalben, Tropikvögel und insbesondere die Röhrennasen vertiefte. 1944 kehrte er nach Großbritannien zurück und besuchte das Brighton College, wo er an der Gründung der dortigen Gesellschaft für Naturgeschichte beteiligt war. Er studierte zwischen 1948 und 1954 am Christ’s College in Cambridge Zoologie und Medizin und schloss seine medizinische Ausbildung am St Bartholomew’s Hospital in London ab.
Während seiner Studienzeit besuchte er ausgiebig die Vogelgebiete im Vereinigten Königreich und im Ausland. 1951 unternahm er eine Soloexpedition zu den Kapverdischen Inseln, wo er die Insel Santiago zu Fuß durchquerte und einheimische Schoner anheuerte, um die benachbarten Inseln zu besuchen. Seine Beobachtungen führten 1958 zu seiner ersten größeren Veröffentlichung in der Zeitschrift Ibis und wurden 1968 im Werk History of the birds of the Cape Verde Islands von David Armitage Bannerman erwähnt. Beeindruckt vom hellen Gefieder des Purpurreihers, den er bei Montanha auf der Insel Santiago vorfand, sammelte Bourne ein Exemplar und schickte es nach Paris, wo es 1966 von Abbé René de Naurois als neue Unterart Ardea purpurea bournei benannt wurde.
Im Jahr 1955 wurde er zum Nationaldienst einberufen und kam während der Sueskrise im Nahen Osten zum Einsatz, wo er auf Malta, im Irak und in Jordanien Lerchenwanderungen beobachtete und die ökologische Bedeutung von Al-Azraq erkannte. Anschließend wurde er nach Zypern versetzt, wo er die Cyprus Ornithological Society mitbegründete und deren erster Schriftführer war. Nach seiner Entlassung wurde Bourne 1958 Assistent am Edward Grey Institute in Oxford, wo seine Entdeckung auf Zypern, dass Vögel mit militärischem Radar erfasst werden können, den Anstoß zu einem noch nicht abgeschlossenen Doktorandenprojekt unter der Leitung von David Lack mit dem Titel Bird migration in Scotland studied by radar gab, für das er Daten verwendete, die von 1958 bis 1960 auf der Radarstation der Royal Air Force Buchan im Nordosten Schottlands gesammelt wurden.
Danach nahm Bourne seine medizinische Laufbahn in der Geriatrie am Watford General Hospital wieder auf. Sein anhaltendes Interesse an Inseln und Seevögeln trat in den Vordergrund, als er 1961 vorschlug, die Seabird Group zu gründen, die schließlich 1965 ins Leben gerufen wurde. Er wurde ihr erster Sekretär, während er in seiner Funktion als Berater der Royal Naval Bird Watching Society (RNBWS) die Erfassung von Vogeldaten von Schiffen auf See kodifizierte, darunter auch von Seewetterschiffen im Ostatlantik. Diese Berichte wurden in der Zeitschrift Sea Swallow der RNBWS veröffentlicht. Als 1967 der Öltanker Torrey Canyon vor der Küste Cornwalls strandete, untersuchte Bourne die Auswirkungen der Ölpest auf die Seevögel. Die öffentliche Reaktion auf diese Katastrophe ermöglichte die Finanzierung einer Initiative seitens der Seabird Group, alle Seevögel zu lokalisieren und zu zählen, die an der Küste der britischen Inseln brüten. James Fisher leitete das Projekt, das den Namen Operation Seafarer erhielt und 1973 beendet wurde. Bourne organisierte in Zusammenarbeit mit David Saunders die Zählungen, die größtenteils von Freiwilligen durchgeführt wurden. 1974 wurde darüber das Buch The Seabirds of Britain and Ireland von Bourne, Stanley Cramp und David Saunders veröffentlicht.
Nach dem Erfolg der Operation Seafarer machte die aufkeimende Öl- und Gasförderung in der Nordsee die Seabird Group darauf aufmerksam, wie wenig über die Seevögel vor der Küste bekannt war. Nachdem das Natural Environment Research Council (NERC) die Finanzierung einer Durchführbarkeitstudie gesichert hatte, wurde Bourne unter George Dunnet zum wissenschaftlichen Mitarbeiter ernannt und leitete von 1970 bis 1975 ein Projekt der University of Aberdeen zur Untersuchung der Verbreitung von Seevögeln im Norden Schottlands und anschließend das Vorkommen von Vögeln an Ölanlagen in der Nordsee. Anfang der 1970er Jahre entstand ein globales Netzwerk an Seevogel-Gruppen, darunter die Pacific Seabird Group, die African Seabird Group, die Australasian Seabird Group, die Dutch Seabird Group, die Indian Ocean Seabird Group und die Japanese Seabird Group.
1977 gab Bourne seine Sekretariatsfunktion in der Seabird Group auf, nahm aber weiterhin regen Anteil an der Leitung und den Verfahren der Gruppe. Von 1983 bis 1991 war er als medizinischer Offizier auf den Schiffen der Royal Fleet Auxiliary (RFA) unterwegs, die zur Unterstützung der Seeflotte dienen. An Bord der RFA Olwen fuhr er 1983 nach dem Falklandkrieg in die hohen Breitengrade des Südatlantiks. Weitere Reisen führten ihn vom Nordatlantik und dem Indischen Ozean bis zum Südpolarmeer. Er kämpfte auch gegen die Einrichtung von Nerzfarmen auf Orkney und den Bau der Nordsee-Gasanlage im Loch of Strathbeg im Nordosten Schottlands. Auf internationaler Ebene setzte er sich für den Schutz zahlreicher Seevogelinseln und Archipel ein, insbesondere Aldabra, Chagos und Henderson.
Bournes Bibliographie umfasst 190 wissenschaftliche Artikel, 14 davon wurden in der Zeitschrift Nature veröffentlicht. 1955 beschrieb er den Alexanderfalken von den südöstlichen Kapverden, heute eine Unterart (Falco tinnunculus alexandri) des Turmfalken. 1959 beschrieb er den Rapasturmtaucher (Puffinus myrtae), eine vom Aussterben bedrohte und selten gesichtete Seevogelart von den Austral-Inseln. 1993 schlug Bourne die Einführung des Trivialnamens Zino’s Petrel (für den Madeira-Sturmvogel) vor, um damit den Naturschützer Francis Zino zu würdigen, der diese Art 1969 wiederentdeckt hatte, nachdem sie nahezu 30 Jahre als verschollen galt. 2003 gehörte er zu den Erstbeschreibern des ausgestorbenen Ascension-Nachtreihers (Nycticorax olsoni).

## Auszeichnungen
1997 zeichnete ihn die Pacific Seabird Group mit ihrem Lifetime Achievement Award aus und 2014 wurde er von der britischen Seabird Group auf ihrer 12. internationalen Konferenz in Oxford geehrt.